# Kolárovo
Kolárovo (Hongaars:Gúta) is een Slowaakse gemeente in de regio Nitra. De gemeente maakt deel uit van het district Komárno.
Kolárovo telt 10.756 inwoners. De stad is gelegen op het eiland Žitný ostrov dat door de Kleine Donau, de Donau en de rivier de Vah wordt omgeven.
Van oorsprong is de plaats onder de naam Gúta bekend. Nadat ze vanaf 1920 in handen kwam van het toenmalige Tsjecho-Slowakije, werd de plaats in 1948 hernoemd naar de Slowaakse dichter Ján Kollár.
In 2011 had Kolárovo 10.696 inwoners (76,7% Hongaren). 

## Geschiedenis
De plaats wordt voor het eerst in de geschriften vermeld in 1268. De naam Gúta of Gutta is afgeleid van het Latijnse gutta, wat "druppel" betekent. 
In 1551 krijgt de plaats stadsrechten. Tijdens de Turkse invallen raakt de stad haar oorspronkelijke bevolking kwijt, velen vluchten naar het noorden. Er volgen nog vele Ottomaanse invallen in het gebied. Aan het eind van de 19e en het begin van de 20ste eeuw groeit de stad weer en krijgt ze diverse voorzieningen. 
In 1920 wordt de stad toegewezen aan de Eerste Tsjecho-Slowaakse Republiek, maar in 1938 wordt dat teruggedraaid en komt ze weer in Hongaarse handen. Na 1945 wordt de stad weer onderdeel van de Derde Tsjecho-Slowaakse Republiek. Sinds het uiteenvallen van Tsjecho-Slowakije in 1993 maakt ze deel van Slowakije.

## Omliggende gemeenten
Ten noorden van de gemeente ligt Komoča, dit is ook een Hongaarstalige gemeente. Aan de oostzijde ligt het eveneens Hongaarstalige Nesvady.  Ten zuiden ligt de Hongaarstalige gemeente Kameničná.